# Anthrenus delicatus
Anthrenus delicatus es una especie de escarabajo de piel del género Anthrenus, categorizada en la tribu Anthrenini, de la subfamilia Megatominae. Mide aproximadamente 3,0-3,3 mm de longitud.

## Distribución
Se distribuye por los Pirineos, el Mediterráneo y Cáucaso.

## Taxonomía
Fue descrita por Kiesenwetter en 1851.